# Поду Кристиниј (Дамбовица)
Поду Кристиниј (рум. Podu Cristinii) насеље је у Румунији у округу Дамбовица у општини Потлођи. Oпштина се налази на надморској висини од 132 m.

## Становништво
Према подацима из 2002. године у насељу је живело 227 становника.

### Попис2002.
| Расподела становништва по националности 2002.‍ | Расподела становништва по националности 2002.‍ | Расподела становништва по националности 2002.‍ | Расподела становништва по националности 2002.‍ | Расподела становништва по националности 2002.‍ |
| --------------------------------------------- | --------------------------------------------- | --------------------------------------------- | --------------------------------------------- | --------------------------------------------- |
|                                               |                                               |                                               |                                               |                                               |
| Румуни                                        | Румуни                                        |                                               | 156                                           | 68,7%                                         |
| Роми                                          | Роми                                          |                                               | 71                                            | 31,3%                                         |